# لغو مأموریت‌های آپولو
چندین مأموریت برنامه‌ریزی شده فرود خدمه آپولو در ماه در دهه‌های ۱۹۶۰ و ۱۹۷۰ به دلایلی از جمله تغییر جهت فنی، آتش‌سوزی آپولو ۱، تاخیرهای سخت‌افزاری و محدودیت‌های بودجه لغو شد. پس از فرود آپولو ۱۲، آپولو ۲۰ که آخرین مأموریت خدمه به ماه بود لغو شد تا به اسکای‌لب اجازه داده شود به عنوان یک «کارگاه خشک» (که روی زمین در مرحله دوم S-IVB Saturn IB مونتاژ شده‌است) راه اندازی شود. 

دو مأموریت بعدی، آپولوس ۱۸ و ۱۹، بعداً پس از حادثه آپولو ۱۳ و کاهش بیشتر بودجه لغو شدند. دو مأموریت اسکای‌لب نیز در نهایت لغو شدند. دو موشک کامل قابل استفاده سترن ۵ بلااستفاده ماندند و در ایالات متحده به نمایش درآمدند.

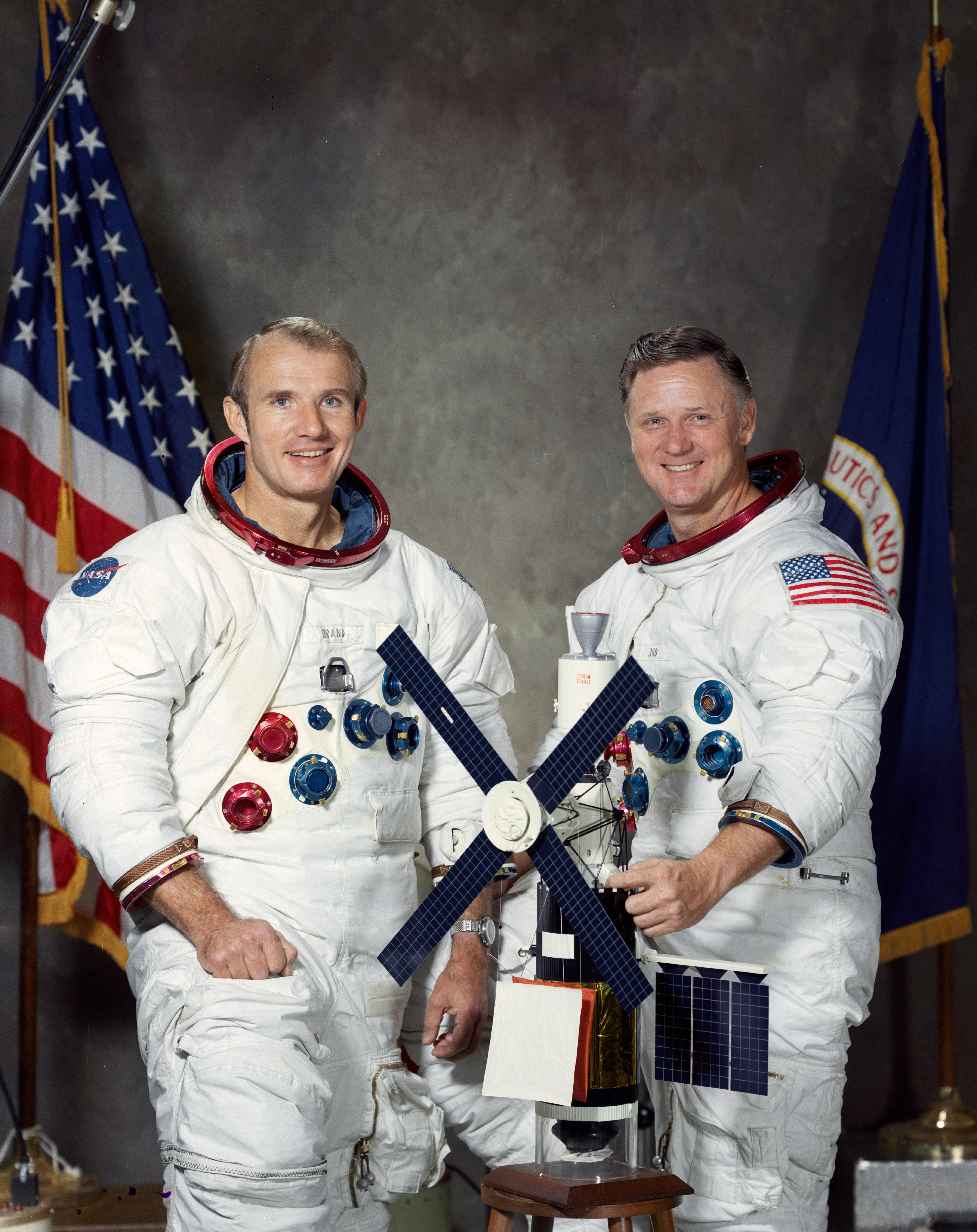
ونس برند و دان لیند، خدمه مأموریت نجات اسکای‌لب.

## اسکای‌لب

### نجات اسکای‌لب
یکی از سی‌اس‌ام‌های مازاد سی‌اس‌ام-۱۹، برای حمل دو خدمه دیگر اصلاح شد و در صورت بروز مشکلات در اسکای لب، برای انجام یک مأموریت نجات احتمالی در حالت آماده باش قرار گرفت. در طول اسکای‌لب ۳، یک نقص در سی‌اس‌ام آپولو که به ایستگاه متصل بود، باعث ترس شد که خدمه نتوانند سالم برگردند. سی‌ام‌اس-۱۹ در حین مأموریت برای پرتاب مجتمع 39B در Saturn IB SA-209 چرخانده شد و برای پرتاب احتمالی آماده شد. دو فضانورد، برند (فرمانده) و لیند (خلبان ماژول فرماندهی)، با سی‌اس‌ام پرواز می‌کردند تا سه خدمه را بازیابی کنند. مشکل بدون نیاز به پرواز نجات برطرف شد. سی‌ام‌اس به ساختمان مونتاژ خودرو بازگردانده شد و تا پایان برنامه اسکای‌لب در حالت آماده باش باقی ماندند.